# Canon des Dardanelles

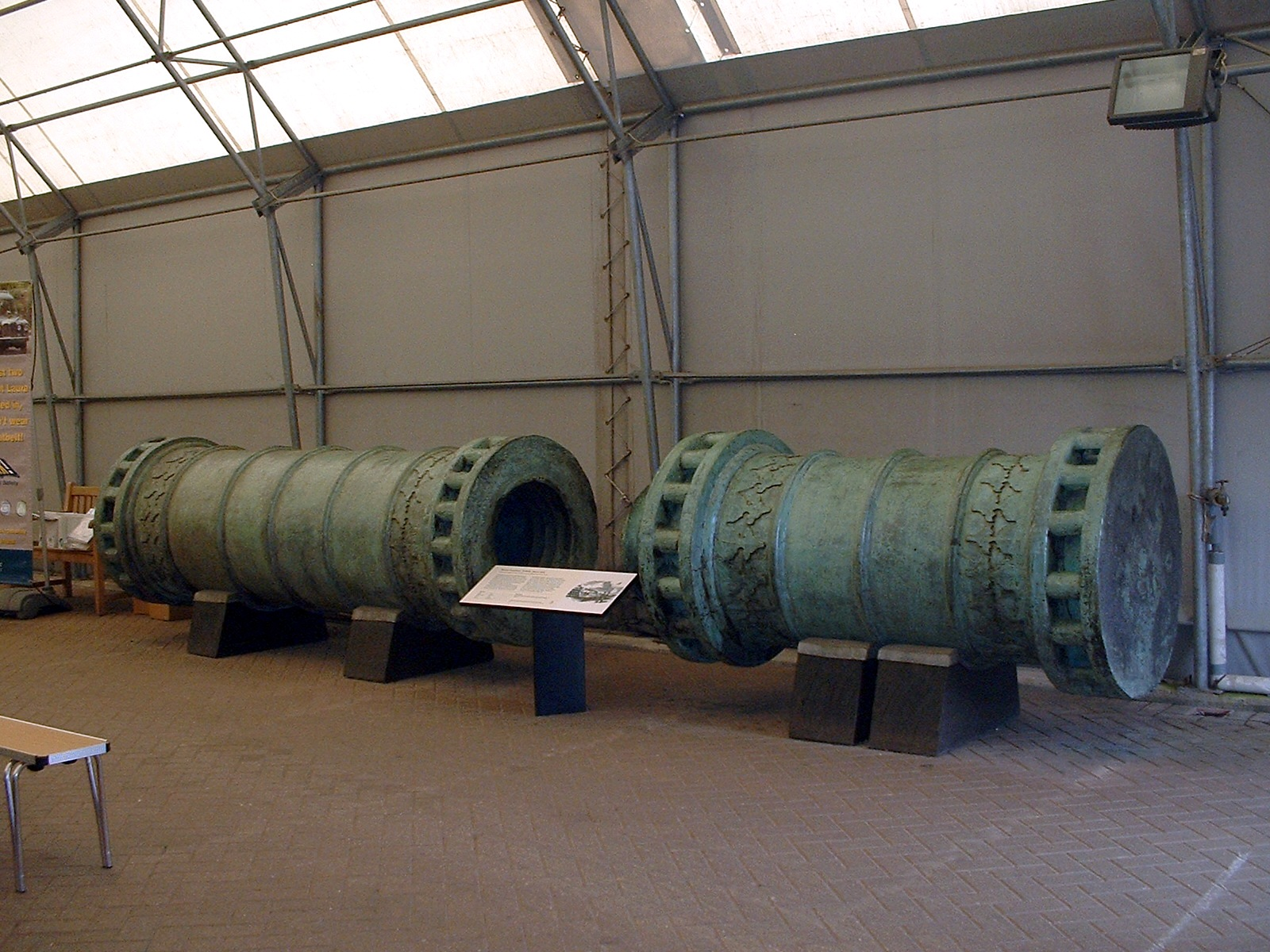
La grande bombarde à Fort Nelson.

Le Canon des Dardanelles ou la Grande Bombarde (en turc : Şahi topu) est un canon de siège du XVe siècle, qui a repris du service lors de l'attaque des Dardanelles de 1807 (en). La grande bombarde a été fondue en 1464 par l'ingénieur militaire ottoman Munir Ali sur le modèle du Basilic, la bombarde utilisée lors du siège de Constantinople en 1453.

## Histoire
Le canon des Dardanelles est fait de bronze ; il pèse 16,8 tonnes et atteint une longueur de 5,18 mètres. Il était capable de tirer des boulets de pierre d'une soixantaine de centimètres. La chambre à poudre et le canon sont reliés par un mécanisme à vis, permettant un transport plus facile de cet appareil encombrant.
Les grandes bombardes étaient utilisées dans l'art de la guerre ottoman et dans la guerre de siège en Europe occidentale depuis le début du XVe siècle. Selon Paul Hammer et Gábor Ágoston, cette technologie aurait pu être introduite en Europe via d'autres pays musulmans qui utilisaient déjà de tels canons. L'armée ottomane a déployé avec succès des grandes bombardes lors du siège de Salonique en 1430 et contre le mur de l'Hexamilion sur l'isthme de Corinthe en 1446.
Lors du siège de Constantinople en 1453, les Ottomans employèrent jusqu'à 62 canons. Ceux-ci avaient été construits dans des fonderies qui employaient des fondeurs et techniciens de canons turcs, notamment Saruca, en plus d'au moins un fondeur de canon étranger, Urbain,. On suppose que la grande bombarde de Munir Ali ressemblait fortement aux grandes bombardes utilisées lors du siège de Constantinople.
Le canon des Dardanelles était toujours présent plus de 340 ans plus tard, en 1807, lorsque la Royal Navy se lança dans l'opération des Dardanelles. Les forces turques, pour défendre leur capitale, ont mobilisé les anciennes bombardes médiévales, s'en servant pour tirer sur les navires britanniques. L'escadre britannique subit 28 pertes à la suite de ce bombardement.
En 1850, on envisage de mettre le canon à la ferraille, mais le projet est retardé après que John Henry Lefroy a tenté de l'ajouter à la collection du Royal Military Depository britannique. En 1866, à l'occasion d'une visite d'État, le sultan Abdülaziz offrit en cadeau le canon des Dardanelles à la reine Victoria. Ce dernier devient partie intégrante de la collection Royal Armouries et a été exposé aux visiteurs de la Tour de Londres. En 1989, il a été transféré à Fort Nelson,.

## Voir également
- Liste des plus gros canons par calibre

## Sources
- Ffoulkes, Charles, "The 'Dardanelles' Gun at the Tower", Antiquarian Journal, Vol. 10 (1930), pp. 217–227
- Schmidtchen, Volker (1977a), "Riesengeschütze des 15. Jahrhunderts. Technische Höchstleistungen ihrer Zeit", Technikgeschichte 44 (2): 153–173 (153–157)
- Schmidtchen, Volker (1977b), "Riesengeschütze des 15. Jahrhunderts. Technische Höchstleistungen ihrer Zeit", Technikgeschichte 44 (3): 213–237 (226–228)